# Lerista maculosa
Lerista maculosa är en ödleart som beskrevs av  Storr 1991. Lerista maculosa ingår i släktet Lerista och familjen skinkar. Inga underarter finns listade i Catalogue of Life.